# Eleocharis endounifascis
Eleocharis endounifascis är en halvgräsart som beskrevs av Hinchliff och Roalson. Eleocharis endounifascis ingår i släktet småsäv, och familjen halvgräs. Inga underarter finns listade i Catalogue of Life.